# Franziskus Wolf
Franziskus Wolf (Borbeck, 2 febbraio 1876 – Hollandia, 23 febbraio 1944) è stato un vescovo cattolico e missionario tedesco.

## Biografia
Monsignor Franziskus Wolf nacque a Borbeck il 2 febbraio 1876 ed era figlio del minatore Heinrich Wolf e di sua moglie Johanna (nata Klumberg).

### Formazione e ministero sacerdotale
Crebbe nella sua città natale dove frequentò la scuola elementare per sette anni.
Il 12 aprile 1890 padre Arnold Janssen lo ammise al liceo interno della casa madre della Società del Verbo Divino di Steyl. Trascorse il periodo del noviziato e compì gli studi di filosofia e teologia dal 1895 al 1899 nella Casa delle Missioni "San Gabriele" a Mödling, vicino a Vienna.
Il 5 febbraio 1899 fu ordinato presbitero. Il 16 marzo 1899 padre Arnold Janssen lo assegnò alla missione in Togoland che raggiunse il 2 maggio successivo. Nel 1911 divenne il superiore regionale locale della sua congregazione.

### Ministero episcopale

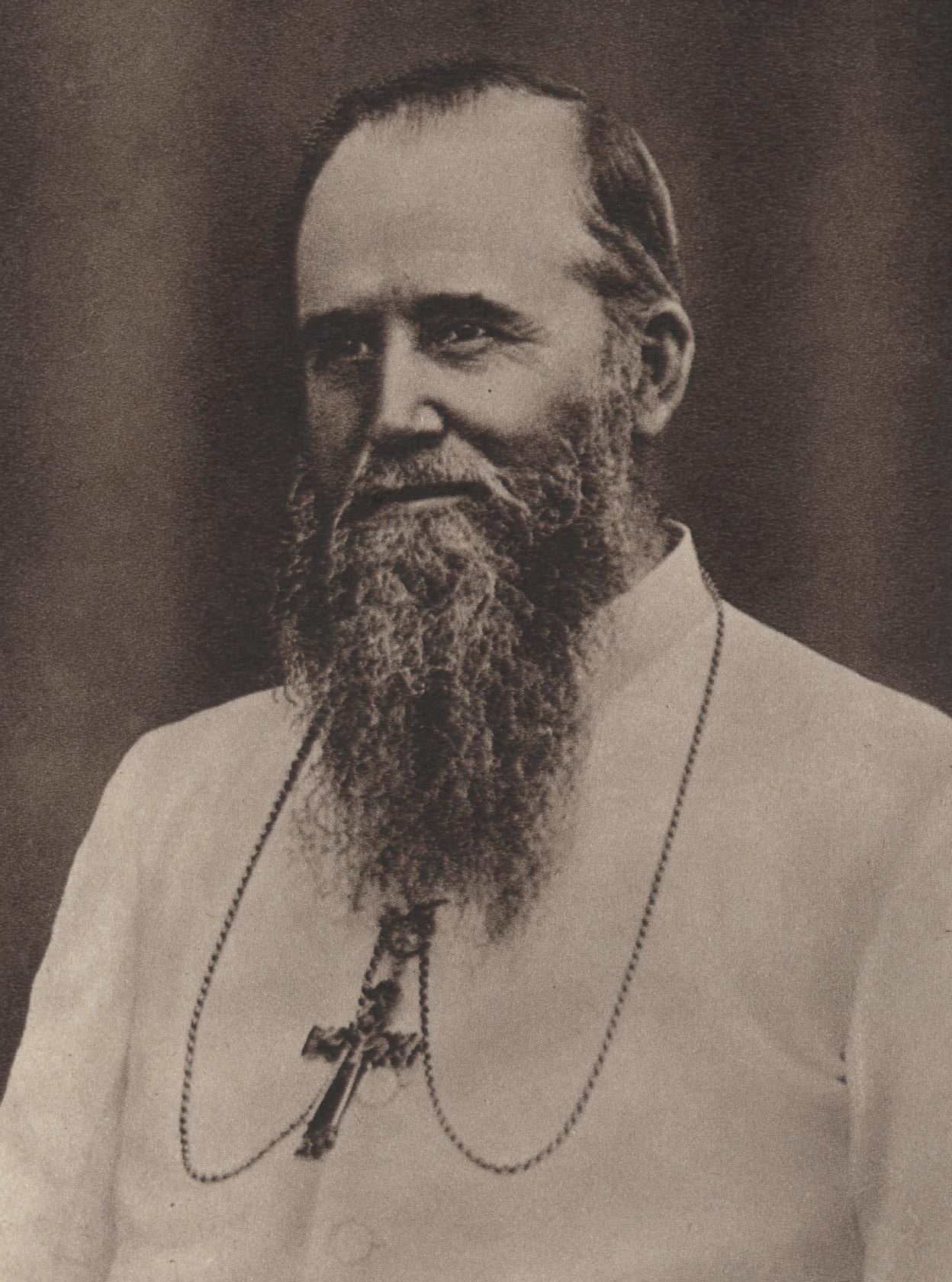
Ritratto fotografico di monsignor Franziskus Wolf.

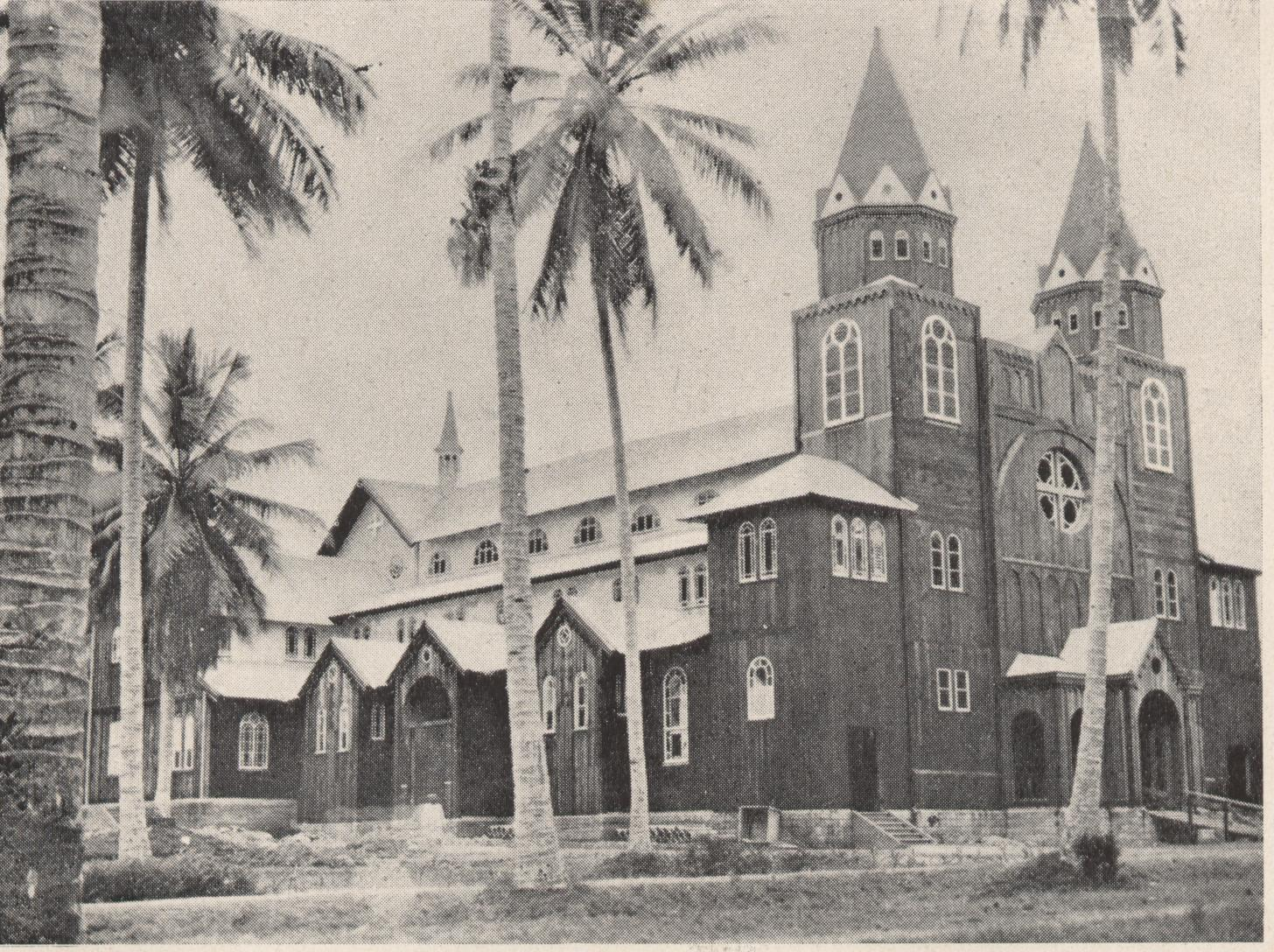
La cattedrale lignea di San Michele Arcangelo a Alexishafen ai tempi del vescovo Wolf.

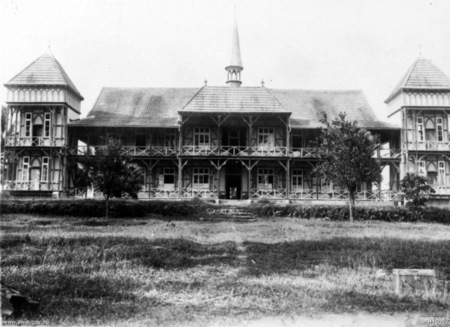
La residenza del vescovo Wolf ad Alexishafen.

Il 16 marzo 1914 papa Pio X lo nominò vicario apostolico del Togo e vescovo titolare di Biblo. Ritornò in Europa e ricevette l'ordinazione episcopale il 28 giugno successivo a Steyl dal cardinale Felix von Hartmann, arcivescovo metropolita di Colonia, co-consacranti il vescovo di Roermond Laurentius Josephus Antonius Hubertus Schrijnen (Schrynen) e il vescovo ausiliare di Münster Theodor Kappenberg.
A causa dello scoppio della prima guerra mondiale e dell'occupazione militare del Togoland, il vescovo Wolf non poté tornare in Africa. Cercò di governare il suo vicariato dall'Europa principalmente tramite il suo rappresentante locale, il pro-vicario Anton Witte, che, tuttavia, non aveva ricevuto l'ordinazione episcopale. Nel 1916 la colonia tedesca fu divisa tra Regno Unito e Francia e tutti i chierici tedeschi vennero dichiarati prigionieri di guerra ed espulsi. Padre Witte e un confratello lasciarono il paese per ultimi, il 10 gennaio 1918. Dopo la guerra, la Santa Sede realizzò che le colonie non sarebbero tornate alla Germania nel prossimo futuro e quindi papa Benedetto XV nel 1921 assegnò la missione del Togo alla Società delle missioni africane, una congregazione di origini francesi. Nel gennaio del 1921 monsignor Wolf si dimise dall'incarico e l'11 gennaio 1921 il papa chiamò a succedergli Jean-Marie Cessou, in qualità di amministratore apostolico. Il 20 marzo 1923, Cessou fu nominato vicario apostolico del Togo, un incarico che mantenne fino alla sua morte, avvenuta il 3 marzo 1945.
Nel 1922, il territorio dei missionari verbiti della Nuova Guinea tedesca, che dal 1914 al 1921 fu sottoposta all'amministrazione militare australiana, venne affidata in amministrazione fiduciaria all'Australia.
Il 24 novembre 1922 papa Pio XI lo nominò vicario apostolico della Nuova Guinea Orientale. Il 15 agosto 1923 raggiunse la missione accompagnato dal delegato apostolico in Australia, l'arcivescovo Bartolomeo Cattaneo (1866-1933). Essendo un tedesco, gli fu permesso di entrare solo con un permesso speciale concesso dall'autorità di occupazione australiana. Il vescovo Wolf risiedeva ad Alexishafen, appena a nord di Madang, la stazione centrale dei missionari verbiti fondata nel 1905 dal suo predecessore padre Eberhard Limbrock e sede della missione dal 1909. Il complesso fu completamente distrutto da un raid aereo il 1º settembre 1943. Della cattedrale in legno costruita nel 1939 dai missionari verbiti e dedicata a San Michele Arcangelo rimasero unicamente le fondazioni e una scala.
Monsignor Wolf guidò il vicariato con successo e con grande impegno durante l'occupazione dell'isola da parte dei giapponesi durante la seconda guerra mondiale. Essi negarono ai cristiani qualsiasi attività missionaria e dichiararono prigionieri di guerra gli stranieri. Essi vennero internati in condizioni disumane in campi collettivi. Anche il vescovo Wolf fu sospettato di essere una spia nemica. Numerosi chierici furono assassinati. Tra questi vi fu il vescovo Joseph Lörks.
I giapponesi trasferirono il vescovo Wolf, molti altri confratelli e le suore in un campo di concentramento sull'isola vulcanica di Manam, dove vennero costretti a vegetare nelle condizioni più primitive. Il 26 gennaio 1944 furono trasferiti a causa dell'avvicinarsi del fronte di combattimento. Monsignor Wolf protestò senza successo poiché tre quarti dei missionari soffrivano di una grave forma di malaria e tutti erano malnutriti. La nave fu aggredita nottetempo dalla United States Air Force. I cristiani erano alloggiati sul ponte della nave da trasporto giapponese Yorishime Maru e a causa dell'attacco 27 suore, 12 fratelli laici e 7 preti morirono in pochi secondi. La maggior parte degli altri subì ferite. Il vescovo Wolf morì nel campo di internamento giapponese di Hollandia il 23 febbraio 1944 a causa delle gravi ferite riportate. Aveva 68 anni.
I missionari uccisi furono immediatamente sepolti vicino alla spiaggia mentre il vescovo Wolf e altri, che erano morti nel campo di Hollandia, furono sepolti nella zona boschiva. Poco dopo la fine della guerra, le truppe americane riesumarono i corpi e li trasferirono in bare di metallo a Finschhafen. Nel 1947 le salme furono sepolte nel cimitero della vecchia missione di Alexishafen. In seguito in quel luogo fu eretto un monumento. Il vescovo Wolf, i cui resti vennero identificati inequivocabilmente, trovò il suo definitivo luogo di riposo nella cripta della cattedrale dello Spirito Santo di recente costruzione a Madang.

## Eredità
La Chiesa cattolica ha incluso il vescovo Franziskus Wolf tra i testimoni della fede nel martirologio tedesco del XX secolo.
A Essen gli è intitolata la Bischof-Franz-Wolf-Straße.

## Genealogia episcopale
La genealogia episcopale è:
- Cardinale Scipione Rebiba
- Cardinale Giulio Antonio Santori
- Cardinale Girolamo Bernerio, O.P.
- Arcivescovo Galeazzo Sanvitale
- Cardinale Ludovico Ludovisi
- Cardinale Luigi Caetani
- Cardinale Ulderico Carpegna
- Cardinale Paluzzo Paluzzi Altieri degli Albertoni
- Papa Benedetto XIII
- Papa Benedetto XIV
- Papa Clemente XIII
- Cardinale Giovanni Carlo Boschi
- Cardinale Bartolomeo Pacca
- Cardinale Francesco Serra Cassano
- Arcivescovo Joseph Maria Johann Nepomuk von Fraunberg
- Cardinale Johannes von Geissel
- Vescovo Eduard Jakob Wedekin
- Cardinale Paul Ludolf Melchers, S.I.
- Cardinale Philipp Krementz
- Cardinale Anton Hubert Fischer
- Cardinale Felix von Hartmann
- Vescovo Franziskus Wolf, S.V.D.